# Большой всплеск (картина)
«Большой всплеск» (англ. A Bigger Splash) — масштабная картина в стиле поп-арт, созданная британским художником Дэвидом Хокни в 1967 году, имеющая размеры 242,5 на 243,9 см. На ней изображен плавательный бассейн рядом с современным домом, поверхность которого нарушена большим всплеском воды, созданным невидимой фигурой человека, только что прыгнувшего с трамплина. Картина была написана в Калифорнии между апрелем и июнем 1967 года, когда Хокни преподавал в Калифорнийском университете в Беркли. Биографический фильм Джека Хазана 1974 года «Большой всплеск», посвященный разрыву отношений Хокни с Питером Шлезингером, был назван по этой картине.
Фильм 2015 года Луки Гуаданьино «Большой всплеск», снятый по мотивам киноленты 1969 года «Бассейн», также был назван в честь картины Хокни.

## Описание
На картине «Большой всплеск» изображён типичный калифорнийский день: тёплый и солнечный с безоблачным голубым небом. На заднем плане две пальмы нависают над большим одноэтажным домом с плоской крышей и большими раздвижными стеклянными дверями, перед которыми на широком розовом патио стоит пустое директорское кресло с тонкими скрещенными ножками. Тень под креслом говорит о том, что солнце стоит высоко в небе, что даёт определить приблизительное время запечатлённого момента (около полудня). На переднем плане трамплин, представляющий собой жёлтую доску, наклоняется из нижнего правого угла, направляя взгляд зрителя к центру большого бассейна, где фонтаны воды поднимаются в воздух, ухватывая момент сразу после того, как кто-то нырнул. Этого кого-то не видно, предположительно он находится всё ещё под водой. Линии стула служат продолжением направления, заданной трамплином. Утолщение белой линии на плоской крыше здания подчёркивает то место, где ныряльщик вошёл в воду.
Композиция Хокни основана на фотографии плавательного бассейна из книги и более раннем рисунке художника калифорнийских зданий. Картина создавалась с максимальной тщательностью, с упрощением, но со значительным увеличением по сравнению с более ранними картинами Хокни под названиями «Маленький всплеск» (1966) и «Всплеск» (1966) (обе хранятся в частных коллекциях; последняя была продана на аукционе Сотбис за £2,6 млн в 2006 году). На почти идеально квадратном полотне «Большого всплеска» преобладают чёткие вертикальные и горизонтальные линии деревьев, здания и краёв бассейна. В его верхней половине пространство разделено равномерно между небом, зданием и патио, а нижнюю половину занимают бассейн и трамплин. Прямолинейную композицию нарушает косое расположение трамплина. Спокойствие общей композиции контрастирует с яростным всплеском воды. Хокни потратил две недели, чтобы нарисовать момент, который длился пару секунд.
В марте 2009 года в интервью на вопрос «Кто прыгнул в бассейн?» Хокни ответил, что он на самом деле не знает. Он утверждал, что рисовал свою картину с фотографии аналогичного всплеска в бассейне. Хокни советовал обратить внимание на неподвижность образа, отмечая, что большую часть картины занимает всплеск, длившийся две секунды, а здание пребывает в постоянстве. Он настаивал на том, что смотреть надо на детали.

## Материалы для рисования
Картина была написана акриловой краской Liquitex на белом хлопковом холсте без подрисовок. Хокни использует ограниченную палитру — кобальтовый синий, ультрамариновый синий, сырая сиена, жженая сиена, сырая умбра, зеленый Хукера, неаполитанский желтый и титановые белила. За исключением брызг, картина была выполнена очень равномерно и плоско с помощью валика, в два или три слоя, с несколькими деталями — деревом, травой, стулом, отражениями. Картина рассматривается как важнейшее звено в размышлениях Хокни о времени между его ранней картиной «Подчеркивая неподвижность» и его поздними портретами «Составителей», созданными путем коллажа из множества фотографий одного и того же объекта, сделанных в течение нескольких часов. 